# Tân Hà Lâm Hà
Tân Hà là một xã thuộc huyện Lâm Hà, tỉnh Lâm Đồng, Việt Nam.

## Địa lý
Xã Tân Hà có diện tích 28,59 km², dân số năm 2022 là 13.196 người, mật độ dân số đạt 461 người/km².

## Lịch sử
Ngày 24 tháng 10 năm 1987, Hội đồng Bộ trưởng ban hành Quyết định số 157-HĐBT về việc:
- Thành lập xã Tân Hà thuộc huyện Đức Trọng trên cơ sở vùng kinh tế mới.
- Chuyển xã Tân Hà thuộc huyện Đức Trọng về huyện Lâm Hà mới thành lập quản lý.

Ngày 18 tháng 6 năm 1999, Chính phủ ban hành Nghị định số 38/1999/NĐ-CP về việc thành lập xã Liên Hà trên cơ sở 4.853 ha diện tích tự nhiên và 5.068 nhân khẩu của xã Tân Hà.
Sau khi điều chỉnh địa giới hành chính, xã Tân Hà có 3.117 ha diện tích tự nhiên và 8.870 nhân khẩu.